# 切申

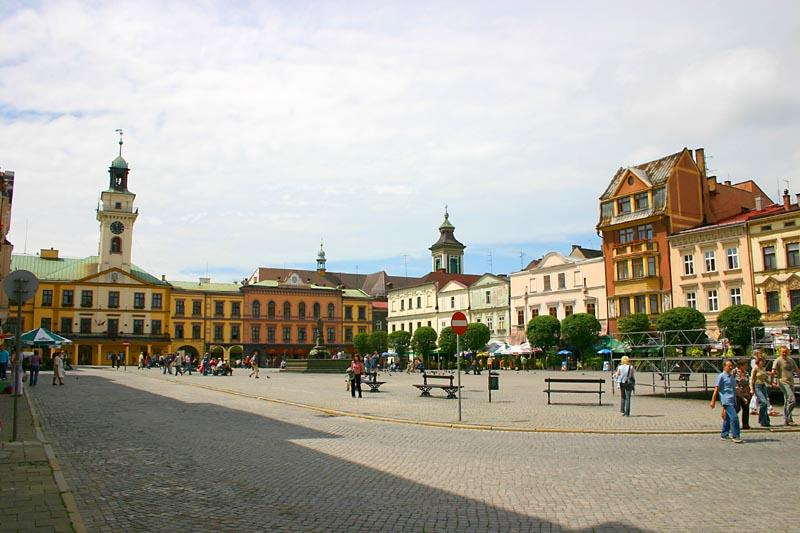
切申

切申（波蘭語：Cieszyn），又称捷欣（捷克語：Těšín）、泰申（德語：Teschen），是波蘭的城鎮，位於該國南部奧爾扎河左岸，毗鄰與捷克接壤的邊境，是重要的旅遊業中心。由西里西亞省負責管轄，面積28.69平方公里，2021年人口33,601。原是属于奥地利西里西亚（后来的捷克西里西亚）。一战之后切申先是全部划归捷克，后来在国联调整下主城区（奥尔扎河东岸）划归波兰，河西岸郊区留在捷克，即捷欣。二战前的慕尼黑协定，协议将捷克所属切申全部给予波兰，波军在捷克部分的切申搞了隆重的入城式。二战之后切申西部重新归还捷克，城中占多数的德意志人分别被捷克和波兰驱逐。

## 外部連結
- Official website （页面存档备份，存于）
- Museum of Cieszyn Silesia （页面存档备份，存于） (Muzeum Śląska Cieszyńskiego)
- Jewish Community in Cieszyn （页面存档备份，存于） on Virtual Shtetl

49°44′54.37″N 18°37′59.56″E / 49.7484361°N 18.6332111°E